# Yusuf al-Mu'tamin ibn Hud
Yūsuf b. Ahmad al-Muqtadir, al-Muʾtamin ibn Hūd (in arabo ﻳﻮﺳﻒ ﺍﻟﻤﻮءﺗﻤﻦ ﺑﻦ ﻫﻮﺩ‎?; Saragozza, ... – 1085) è stato un matematico arabo e membro della famiglia andalusa dei Banu Hud.

## Biografia
Figlio del precedente governante, Ahmad al-Muqtadir, Yūsuf al-Muʾtamin ibn Hūd governò Saragozza dal 1082 al 1085. 
Fu un principe interessato alla cultura e alla scienza (accolse ad esempio il poeta Ibn ʿAmmār, transfuga dalla corte abbaside) e dedito allo studio, protettore delle scienze, della filosofia e delle arti. Proseguendo l'opera di suo padre, diede vita a una corte di intellettuali che aveva sede presso il Castillo de la Aljafería, chiamato all'epoca «Palazzo della gioia», componendo egli stesso versi poetici. 

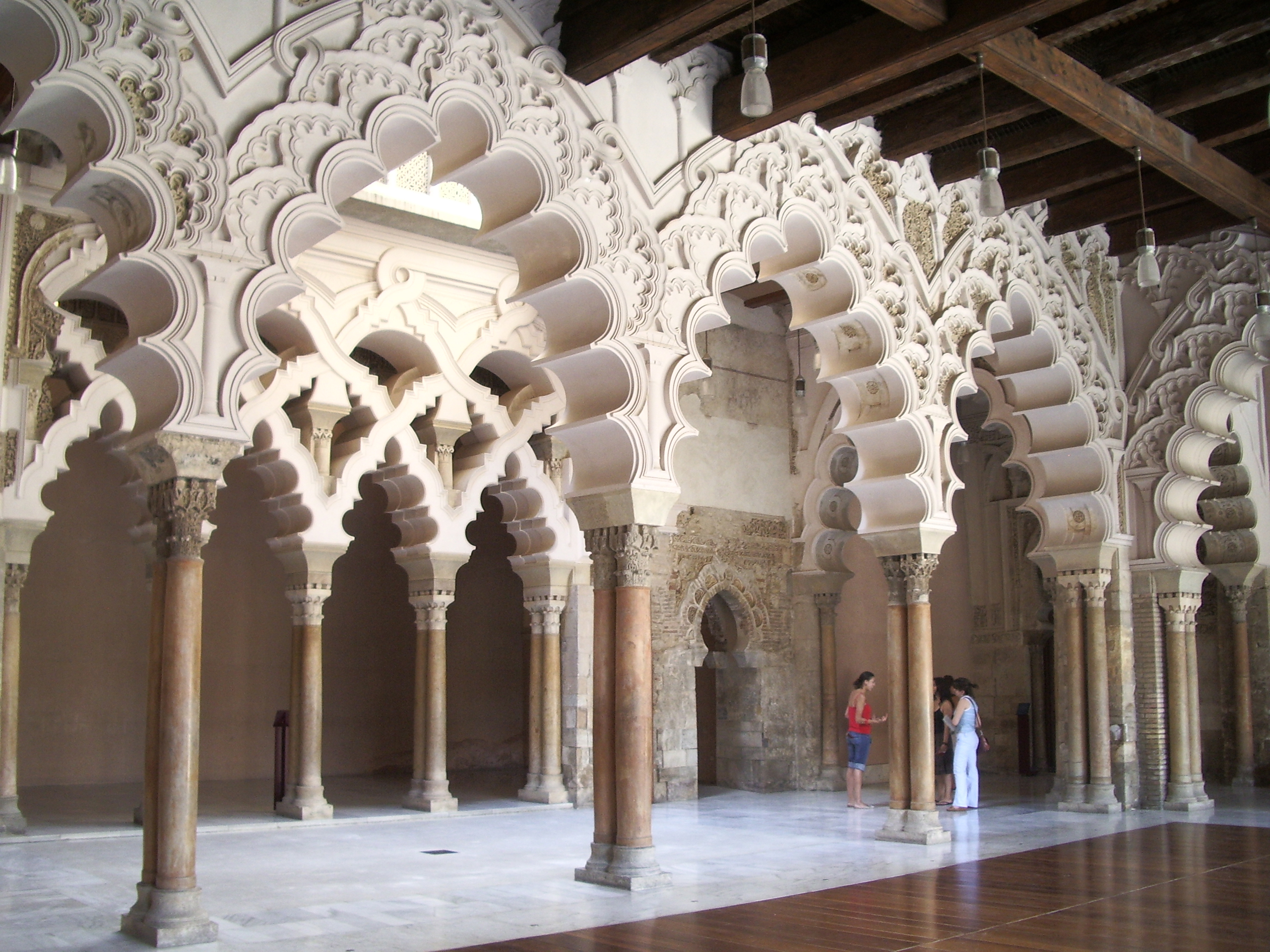
Il Castillo de la Aljafería

Per ciò che concerne l'ambito matematico, scrisse anche il perduto Kitāb al-istikmāl wa l-manāzir (Libro delle osservazioni ottiche), in arabo كتاب الإستكمال ﻭﺍﻟﻤﻨﺎﺯﺭ‎?.

## Teorie matematiche
Fu il primo a dare dimostrazione del Teorema di Ceva.